# إسحاق غروت بليس
إسحاق غروت بليس (بالإنجليزية: Isaac Grout Bliss)‏ هو مترجم أمريكي، ولد في 1822، وتوفي في 1889.